# Chörblispitz
Chörblispitz är en bergstopp i Schweiz.   Den ligger i distriktet Gruyère och kantonen Fribourg, i den sydvästra delen av landet, 40 km söder om huvudstaden Bern. Toppen på Chörblispitz är 2 103 meter över havet, eller 597 meter över den omgivande terrängen. Bredden vid basen är 6,9 km.
Terrängen runt Chörblispitz är kuperad norrut, men söderut är den bergig. Närmaste större samhälle är Saanen, 15,6 km söder om Chörblispitz. 
I omgivningarna runt Chörblispitz växer i huvudsak blandskog. Runt Chörblispitz är det ganska glesbefolkat, med 29 invånare per kvadratkilometer.